# ブラック&ホワイト (ゲームソフト)
『ブラック&ホワイト』（Black & White）は ポピュラスやダンジョンキーパーを手がけたピーター・モリニューが率いるLionhead Studios社が制作したRTSゲームである。エレクトロニック・アーツによって発売されている。なお、日本語版の『ブラック&ホワイト2』は発売はされていない。

## 作品解説
『ブラック&ホワイト』の世界の中には原住民とクリーチャーが住んでいる。プレーヤーは神となり、ゲーム中に存在するクリーチャー1頭を選び、自分の化身として調教することができる。プレーヤーの目的は住民たちと共に世界を統治することである。

## ラインナップ
ブラック&ホワイト（2001年5月発売）
2002年2月に拡張パックである「ブラック & ホワイト クリーチャー島 拡張キット」が発売された。
2002年3月に「ブラック&ホワイト」と「拡張パック」がセットになった「ブラック & ホワイト スペシャル・エディション」が発売された。
ブラック&ホワイト2（2005年10月発売）
2006年4月にブラック&ホワイト2の拡張パック "Black & White 2: Battle of the Gods"（ブラック&ホワイト2 バトルオブザゴッド）が発売された。